# Сомов, Александр Васильевич
Алекса́ндр Васи́льевич Со́мов — советский государственный и политический деятель, председатель СНК Чувашской АССР.

## Биография

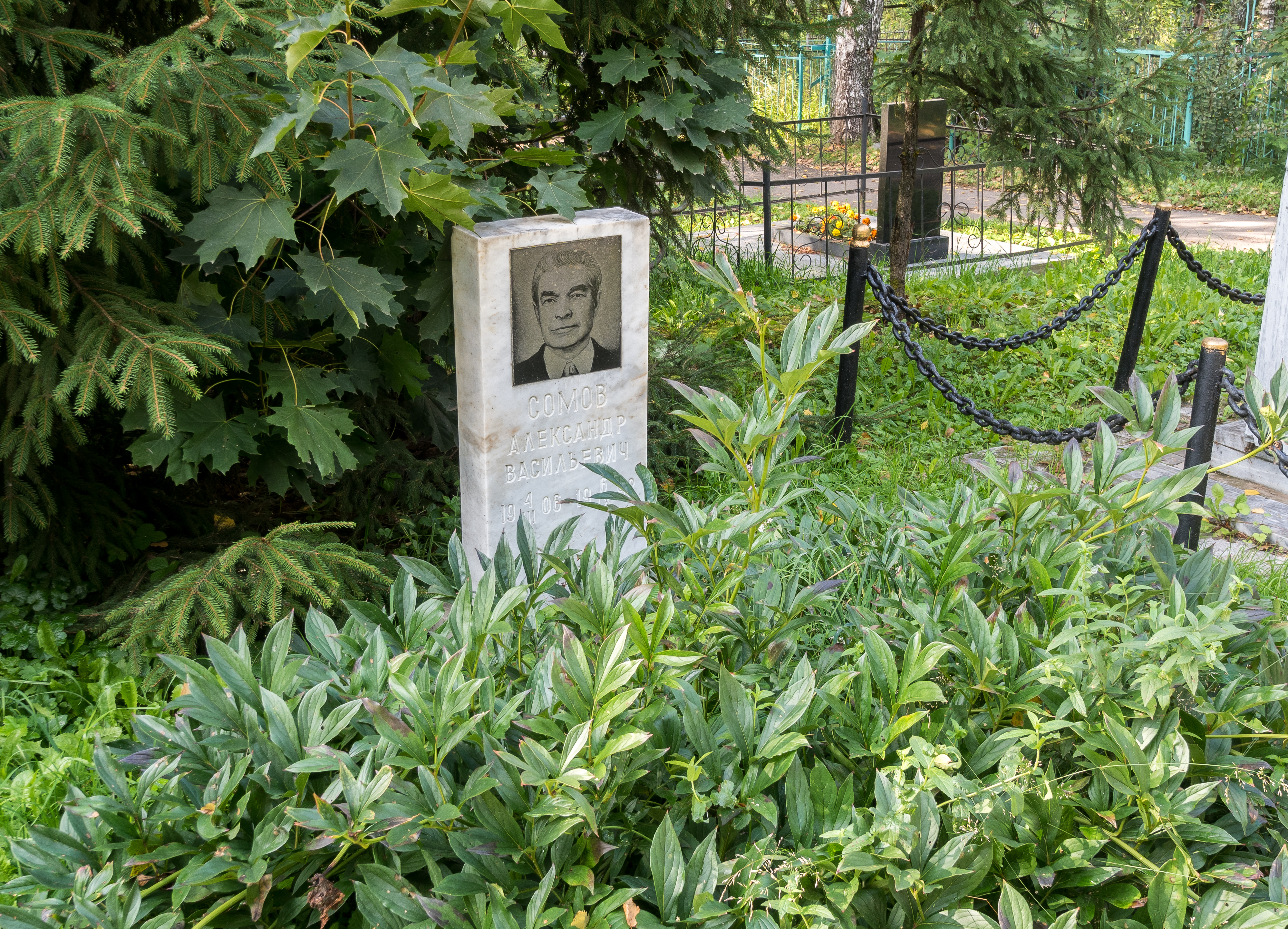
Могила А. В. Сомова в Чебоксарах

Родился 04 марта 1906 года в селе Маликово Нижегородского уезда Нижегородской губернии (ныне Дальнеконстантиновского района Нижегородской области). Член ВКП(б) с 1927 года.
В 1917 году окончил школу в селе Маликово и поступил учиться в Дальнеконстантиновское высшее начальное училище (с 1918 года — школа II-ой ступени). 
С 1924 года — на общественной и политической работе. По окончании школы в 1924—1928 годах — на комсомольской работе в Нижегородской губернии: работал ответственным секретарем волостной комсомольской организации, заведующим агитпропотделом Нижегородского уездного комитета, затем заместителем заведующего агитпропотделом Нижегородского губернского комитета комсомола. 
В 1928—1930 годах служил в РККА, после демобилизации в 1930 году поступил учиться в Нижегородский механико-машиностроительный институт на факультет радио, где был избран ответственным секретарем парткома института. В связи с переводом радиотехнического факультета в Ленинград оставил учебу и начал работать лаборантом в Нижегородском физико-техническом научно-исследовательском институте, одновременно учился заочно в Московском энергетическом институте. 
В феврале 1934 года был направлен заместителем начальника политотдела машинно-тракторной станции (МТС) по партийно-массовой работе во вновь организуемый политотдел Лысковской МТС Горьковского края, в сентябре 1934 г. – начальником политотдела Больше-Батыревской МТС Чувашской АССР. 
В 1935—1937 годах являлся вторым секретарём Порецкого районного комитета ВКП(б), в 1937—1938 годах — секретарь, 1-й секретарь Кувакинского районного комитета ВКП(б).
В 1938—1939 годах заместитель председателя СНК Чувашской АССР, в 1939—1942 председатель Совнаркома Чувашской АССР, в 1942—1950 годах 1-й секретарь Ядринского районного комитета ВКП(б), в 1951—1956 годах министр финансов Чувашской АССР, в 1956—1957 заместитель председателя Совета Министров Чувашской АССР, в 1957—1962 годах 1-й секретарь Ядринского районного комитета КПСС. С декабря 1961 года являлся внештатным инструктором отдела парторганов Чувашского обкома КПСС, в 1976 году — председатель совета Чебоксарского музея В. И. Ленина (на общественных началах). 
Окончил в 1949 году годичные курсы переподготовки партийных, советских и профсоюзных работников при ЦК ВКП(б), в 1954 году —  Высшую партийную школу при ЦК ВКП(б).
Избирался депутатом Верховного Совета РСФСР 1-го, 2-го и 3-го созывов, Верховного Совета СССР 5-го созыва.
Умер в 1992 году в Чебоксарах. Похоронен на Чебоксарском кладбище № 1. 

## Награды и звания
- Заслуженный работник культуры Чувашской АССР (1972),
- Заслуженный работник культуры РСФСР (1977),
- Орден Трудового Красного Знамени (1945),
- Орден Трудового Красного Знамени (1950),
- Орден Отечественной войны 1-й степени,
- Орден Отечественной войны 2-й степени,
- Орден Дружбы народов,
- Орден Красной Звезды (1944),
- Орден «Знак Почёта» (1942),
- медали,
- имя Сомова А. В. занесено в Почётную Книгу Трудовой Славы и Героизма Чувашской АССР (1976)[1].